# Yenişehir (Diyarbakır)

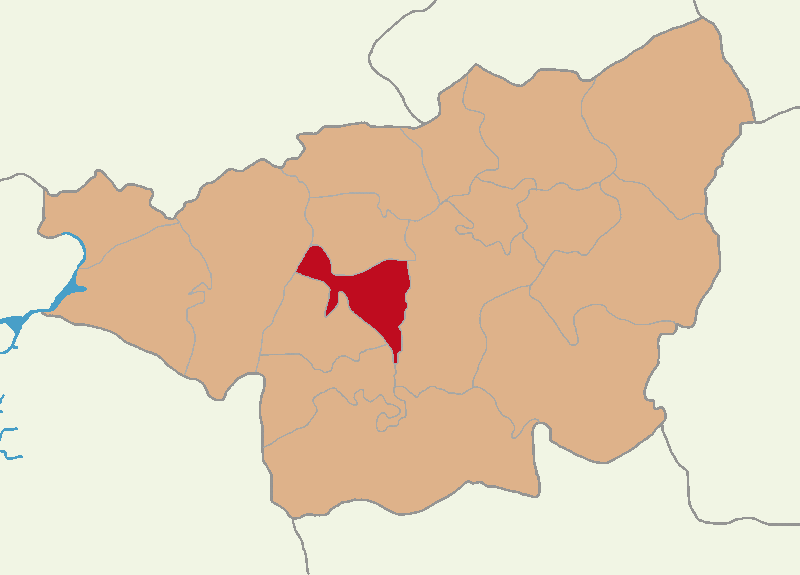
Lage von Yenişehir innerhalb von Diyarbakır

Yenişehir (deutsch Neustadt, kurdisch: Bajarê Nû) ist eine Stadt im gleichnamigen Landkreis der türkischen Provinz Diyarbakır und gleichzeitig ein Stadtbezirk der 1993 geschaffenen Büyükşehir belediyesi Diyarbakır (Großstadtgemeinde/Metropolprovinz) im Südosten der Türkei.
Die Geschichte Yenişehirs ist mit der Geschichte Diyarbakırs identisch. Yenişehir wurde nördlich der Altstadt außerhalb der Stadtmauern erbaut. Die Stadt Diyarbakır wurde im Dezember 1993 zur Großstadtkommune erklärt und erhielt ein Oberbürgermeisteramt. Damals wurden in den Stadtteilen Sur und Yenişehir Bürgermeisterämter eingerichtet. Im März 2008 wurde das Stadtgebiet von Diyarbakır auf vier neugegründete İlçe aufgeteilt: Bağlar, Kayapınar, Sur und eben Yenişehir. Die Stadt Diyarbakır als Ganzes existierte nicht mehr und tauchte auch in den Statistiken nicht mehr auf. Die vier zentralen Stadtbezirke verzeichneten insgesamt 1.117.349 Einwohner (Stand 2020) auf 2494 km².
Der Landkreis Yenişehir ist mit einer Fläche von 358 km² der zweitkleinste der Provinz. Ende 2020 lag Yenişehir mit 214.831 Einwohnern auf dem 3. Platz der bevölkerungsreichsten Landkreise in der Provinz Diyarbakır. Die Bevölkerungsdichte liegt mit 600 Einwohnern je Quadratkilometer über dem Provinzdurchschnitt (118 Einwohner je km²) und ist die dritthöchste aller Landkreise.
Laut Stadtlogo erhielt Yenişehir 1994 den Status einer Belediye (Gemeinde).